# Puig del Retor
El Puig del Retor és una muntanya de 284 metres que es troba al terme municipal del Perelló, a la comarca catalana del Baix Ebre.
Forma part d'una prolongació vers l'est del Massís de Cardó i es troba molt a prop d'el Perelló.